# Johannes Petrus Hasebroek

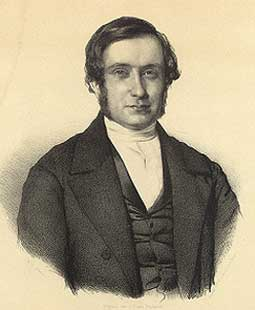
Johannes Petrus Hasebroek

Johannes Petrus Hasebroek, född 6 november 1812 i Leiden, död 29 mars 1896 i Amsterdam, var en nederländsk skald. 
Hasebroek, som var reformert präst, utgav diktsamlingar, bland annat Poezij (1836; andra upplagan 1852), Windekelken (1859; ny samling 1864), Sneeuwklokjes (1878), Winterbloemen (1879) och Vesper (1887) och vann rang bland den nederländska prosalitteraturens moderna klassiker genom Waarheid en droomen door Jonathan (1840; många upplagor), en samling humoristiska skisser. Han publicerade även en mängd predikningar och föredrag.